# Charles O'Rear
Charles O'Rear sinh ngày 26 tháng 11 năm 1941 tại một vùng quê nước Mỹ. Ông là một nhiếp ảnh gia với nhiều tác phẩm nổi tiếng, trong đó có bức ảnh Bliss do ông chụp năm 1996 đã được sử dụng làm hình nền máy tính mặc định của hệ điều hành Windows XP của Microsoft vào năm 2001. Bức ảnh được chụp vô cùng chân thực và sắc nét đến mức người ta còn nghĩ đây là sản phẩm của đồ họa máy tính. O'Rear bắt đầu sự nghiệp dưới vai trò nhiếp ảnh gia cho các nhật báo Emporia Gazette, The Kansas City Star và Los Angeles Times. Ông cũng đã từng làm việc cho tạp chí National Geographic. Dự án Documerica của Cơ quan Bảo vệ Môi trường là dự án gắn liền với tên tuổi của ông.
Năm 1998, O'Rear đã kết hợp với Corbis – một công ty dữ trữ hình ảnh có trụ sở tại Seattle thuộc sở hữu của người đồng sáng lập và là chủ tịch của Microsoft bấy giờ, Bill Gates. Corbis đã được Visual China Group mua vào năm 2016; tập đoàn này hiện đang phân phối hình ảnh của O'Rear trên Getty Designs.

## Tiểu sử
O'Rear sinh ra ở Butler, Missouri. Năm 10 tuổi, ông đã bắt đầu tập chụp ảnh bằng máy ảnh Brownie. Từ khi còn nhỏ ông đã có ước mơ trở thành phi công và ông đã lấy được bằng lái năm 16 tuổi. O'Rear đã theo học tại trường Cao đẳng Sư phạm Bang và ông bắt đầu sự nghiệp là một phóng viên thể thao cho Butler Daily Democrat.

## Sự nghiệp
Năm 1961, O'Rear gia nhập nhật báo Emporia Gazette với tư cách nhiếp ảnh gia. Năm 1962, ông đến The Kansas City Star với tư cách phóng viên kiêm nhiếp ảnh gia. Vào năm 1966, ông chuyển đến Los Angeles để tham gia làm nhân viên nhiếp ảnh cho Los Angeles Times.
Năm 1971, tạp chí National Geographic đã thuê O'Rear tìm hiểu và ghi lại cuộc sống của những người dân làng Nga ở Alaska, những người tự gọi là "Old Believers". Năm 1978, cơ quan tạp chí cử ông đến Thung lũng Napa để chụp ảnh vùng rượu vang. O'Rear bắt đầu quan tâm đến nghề nhiếp ảnh rượu và chuyển cơ sở của mình đến thung lũng để chụp ảnh vùng này. Năm 1985, ông được cử đến Indonesia để nhận nhiệm vụ khác cho công việc, tại đây ông mang theo 500 cuộn phim và đã chụp 15.000 bức ảnh. O'Rear đã xuất hiện trên trang bìa của tạp chí National Geographic hai lần: một lần trong vai "Bird Man" lái một chiếc máy bay siêu nhẹ và lần thứ hai với bức ảnh ông đang cầm một chiếc con chip máy tính. O'Rear đã gắn bó với tạp chí này trong gần 25 năm – từ năm 1971 đến năm 1995 – và ông đã tham gia chụp ảnh ở 30 quốc gia và mọi tiểu bang ở Hoa Kỳ. Cho tạp chí này, ông đã chụp 25 bài báo về các chủ đề khác nhau bao gồm México, Siberia, Canada, Thung lũng Silicon và Thung lũng Napa. Trong suốt thời gian làm việc ở đó, ông đã học cách sử dụng đèn nháy nhỏ và giảng dạy về chủ đề này trong suốt 11 năm Hội thảo nhiếp ảnh Santa Fe.
Từ năm 1972 đến 1975, O'Rear cùng với 70 nhiếp ảnh gia khác, trong đó có Bill Strode, Danny Lyon và John H. White tham gia dự án Documerica thuộc Cục Bảo vệ Môi sinh Hoa Kỳ, với mục đích là "chụp ảnh tài liệu về các vấn đề môi trường tại Mỹ trong  năm 1970".  O'Rear được ghi nhận là người có nhiều bức ảnh nhất trong bộ sưu tập cuối cùng của Documerica. Vào năm 1980, ông đồng sáng lập công ty ảnh Westlight cùng với Craig Aurness và đã được Corbis mua lại vào năm 1998. Cùng năm đó, Corbis đã cử O'Rear đi khắp thế giới trong vòng một năm, để chụp ảnh ở các vùng sản xuất rượu vang lớn.

## Tác phẩm

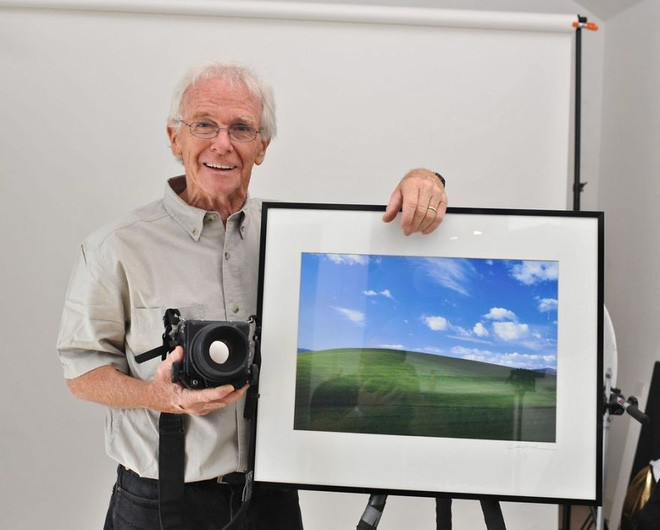
Bức ảnh được xem là bức ảnh được xem nhiều nhất trong lịch sử nhờ Windows XP của Microsoft.

Tháng 1 năm 1996, O'Rear trên đường từ nhà ở St. Helena, California, trong Thung lũng Napa, để thăm bạn gái, Daphne Irwin – người mà ông kết hôn sau này. Ông đang trong quá trình làm việc với Irwin trong một cuốn sách về đất nước rượu vang. Khi lái xe qua thung lũng Napa và Sonoma quận ở California, ông dừng lại và đứng bên đường để chụp ảnh một sườn đồi tươi tốt xanh ở phía bên cao tốc 12/121. O'Rear đã chụp ảnh bằng máy ảnh Mamiya RZ67 định dạng trung bình cầm tay. Sau đó, ông gửi bức ảnh mình chụp cho Westlight và đặt tên nó là Bucolic Green Hills. Westlight sau đó được Corbis – một trong những cơ quan nhiếp ảnh mà Microsoft sử dụng vào thời điểm đó – mua lại vào năm 1998.
Microsoft đã chọn hình ảnh của O'Rear cho hệ điều hành mới Windows XP vào năm 2001 và mua tất cả các bản quyền đối với tấm hình. Họ đưa ra lời đề nghị O'Rear và theo những gì ông nói rằng " đó là khoản tiền lớn thứ hai từng được trả cho một nhiếp ảnh gia cho một bức ảnh duy nhất". Tuy nhiên, ông ta đã ký một thỏa thuận bảo mật và không để lộ số tiền chính xác. Một số nguồn tin báo cáo rằng khoản tiền này lên tới "sáu con số". Microsoft đã mua cho ông một vé máy bay đến Seattle và đích thân ông ấy đã giao bộ ảnh gốc đến văn phòng của công ty, vì các hãng vận tải và dịch vụ chuyển phát đã từ chối vận chuyển bức ảnh sau khi biết giá trị thật của lô hàng. Sau đó, Microsoft đổi tên hình ảnh thành Bliss và sử dụng tác phẩm làm hình nền máy tính mặc định cho chủ đề mặc định của Windows XP. Hình ảnh này cũng trở thành một phần trong chiến dịch quảng cáo trị giá 200 triệu USD của Microsoft để quảng bá phần mềm Yes You Can của họ. Nhờ sự thành công của hệ điều hành, bức ảnh của O'Rear đã trở thành một trong những bức ảnh được xem nhiều nhất trong lịch sử.

Charles O'Rear đứng trước vị trí nơi ông đã chụp "Bliss".

Hình ảnh này được cho là đã được xử lý kỹ thuật số để nâng cao hiệu ứng của nó hoặc thậm chí có nghi vấn là một cảnh do máy tính tạo ra, được ghép bằng Adobe Photoshop từ một số hình ảnh khác nhau. Dù O'Rear bác bỏ khiếu nại này và xác nhận rằng tác phẩm đã được gửi cho Westlight mà không thực hiện bất kỳ thay đổi nào, Microsoft được cho là đã cắt hình ảnh về phía trái khung hình và thay đổi màu sắc của sườn đồi thành sắc xanh lá cây sống động hơn. Tuy nhiên, một hình thu nhỏ của Bliss từ Corbis Westlight Creative Freedom, một đĩa CD-ROM bao gồm chụp ảnh cổ phiếu được quản lý bản quyền, cho thấy rằng phiên bản mà Microsoft mua từ Corbis đã bị cắt một chút so với ban đầu, trong khi phần hình ảnh có màu sắc bão hòa hơn được sử dụng sau này là kết quả của việc ông sử dụng phim Velvia của Fujifilm. O'Rear cho biết: "Các nhiếp ảnh gia thích trở nên nổi tiếng với những bức ảnh mà họ tạo ra, tôi không tạo ra "điều này". Tôi chỉ tình cờ ở đó vào đúng lúc và ghi chép lại nó. Tôi không biết rằng khi tôi chụp ảnh thì những thứ thần kỳ như thế có thể xảy ra. Đó có thể là bức ảnh thành công nhất trên hành tinh".

## Sách
Từ năm 1989 đến nay, Charles O'Rear đã viết, sản suất và cung cấp hình ảnh cho 10 cuốn sách về rượu vang và các vùng rượu vang.
- Napa Valley (1989)
- Fodor's Wine Country (1995)
- Cabernet: A Photographic Journey from Vine to Wine (1998)
- Chardonnay: Photographs from Around the World (1999)
- Napa Valley: The Land, The Wine, The People (2001)
- Beautiful Wineries (2005)
- Wine Places: The Land, the Wine, the People (2005)
- Wine Across America: A Photographic Road Trip (2007)
- Beringer's Rhine House (2009)
- Napa Valley: The Land, The Wine, The People (2011)